# Michelle Forbes
Michelle Renee Forbes Guajardo, född 8 januari 1965 i Austin, Texas, är en amerikansk skådespelare som arbetat med både spelfilmer och TV.
Michelle Forbes blev först känd genom sin dubbelroll i såpan Guiding Light, för vilken hon nominerades till en Daytime Emmy Award. Hon har sedan haft framträdande roller i filmer som Flykten från L.A., Kalifornia och Swimming with Sharks. Michelle Forbes är också känd för sina återkommande framträdanden i serier som Star Trek: The Next Generation och Homicide: Life on the Street under 1990-talet. Under 2000-talet har hon bland annat medverkat i Battlestar Galactica, 24, In Treatment, The Killing och True Blood. Hon hade huvudrollen i tv-serien Berlin Station.

## Filmografi (urval)

### Filmer
| År   | Titel                                 | Roll                    | Info            |
| ---- | ------------------------------------- | ----------------------- | --------------- |
| 1993 | Loves Bites                           | Nerissa                 |                 |
| 1993 | Kalifornia                            | Carrie Laughlin         |                 |
| 1994 | Swimming with Sharks                  | Dawn Lockhard           |                 |
| 1994 | Roadflower                            | Helen                   |                 |
| 1995 | Just Looking                          | Mary                    |                 |
| 1995 | The Chosen One                        | The Mother              |                 |
| 1995 | Black Day Blue Night                  | Rinda Woolley           |                 |
| 1996 | Escape from L.A.                      | Brazen                  |                 |
| 1998 | Dry Martini                           | Valeria                 |                 |
| 2000 | Bullfighter                           | Mary                    |                 |
| 2001 | Perfume                               | Francene                |                 |
| 2002 | Confessions of an American Girl       | Madge Grubb             |                 |
| 2004 | Dandelion                             | Ms. Voss                |                 |
| 2004 | Al Roach: Private Investigator        | Dede Dragonfly (voice)  |                 |
| 2009 | Diplomacy                             | U.S. Secretary of State |                 |
| 2010 | Highland Park                         | Sylvia                  |                 |
| 2013 | The Hunters                           | Jordyn Flynn            |                 |
| 2015 | The Hunger Games: Mockingjay – Part 2 | Lieutenant Jackson      | Post-production |

### TV-serier
| År        | Titel                          | Roll                       | Info                                                              |
| --------- | ------------------------------ | -------------------------- | ----------------------------------------------------------------- |
| 1987–1989 | Guiding Light                  | Dr. Sonni Carrera-Lewis    | flera avsnitt                                                     |
| 1991      | Father Dowling Mysteries       | Gym Instructor             | "The Fugitive Priest Mystery"                                     |
| 1991      | Shannon's Deal                 |                            | "The Inside Man"                                                  |
| 1991      | Star Trek: The Next Generation | Dara                       | "Half a Life"                                                     |
| 1991–1994 | Star Trek: The Next Generation | Ensign / Lt. Ro Laren      | 8 avsnitt                                                         |
| 1994      | Seinfeld                       | Julie                      | "The Big Salad"                                                   |
| 1996      | The Outer Limits               | Jamie Pratt                | "A Stitch in Time"                                                |
| 1996      | The Prosecutors                | Dist. Atty. Rachel Simone  | TV movie                                                          |
| 1996–1998 | Homicide: Life on the Street   | Dr. Julianna Cox           | 31 avsnitt                                                        |
| 1998      | Brimstone                      | Assistant D.A. Julia Trent | "Executioner"                                                     |
| 2000      | Homicide: The Movie            | Dr. Julianna Cox           | TV movie                                                          |
| 2000      | The District                   | Helen York                 | 7 avsnitt                                                         |
| 2000      | Wonderland                     | Dr. Lyla Garrity           | 8 avsnitt                                                         |
| 2002–2003 | 24                             | Lynne Kresge               | 18 avsnitt                                                        |
| 2005      | Alias                          | Dr. Maggie Sinclair        | "Another Mister Sloane"                                           |
| 2005–2006 | Battlestar Galactica           | Admiral Helena Cain        | "Pegasus" "Resurrection Ship: Part 1" "Resurrection Ship: Part 2" |
| 2005–2006 | Prison Break                   | Samantha Brinker           | 7 avsnitt                                                         |
| 2006      | Boston Legal                   | Juliette Monroe            | "The Nutcrackers"                                                 |
| 2008      | Lost                           | Karen Decker               | "There's No Place Like Home: Part 1"                              |
| 2008–2009 | In Treatment                   | Kate Weston                | 15 avsnitt                                                        |
| 2008–2009 | True Blood                     | Maryann Forrester          | 15 avsnitt                                                        |
| 2009      | Durham County                  | Dr. Pen Verrity            | 6 avsnitt                                                         |
| 2011-2012 | The Killing                    | Mitch Larsen               | 26 avsnitt                                                        |
| 2013      | Chicago Fire                   | Gail McLeod                | Återkommande                                                      |
| 2016-2019 | Berlin Station                 | Valerie Edwards            |                                                                   |

### Datorspel
| År   | Titel                                             | Roll               | Info |
| ---- | ------------------------------------------------- | ------------------ | ---- |
| 2004 | Half-Life 2                                       | Dr. Judith Mossman |      |
| 2006 | Half-Life 2: Episode One                          | Dr. Judith Mossman |      |
| 2007 | Half-Life 2: Episode Two                          | Dr. Judith Mossman |      |
| 2009 | The Chronicles of Riddick: Assault on Dark Athena | Captain Gail Revas |      |
| 2011 | DC Universe Online                                | Circe              |      |